# Immortal (band)

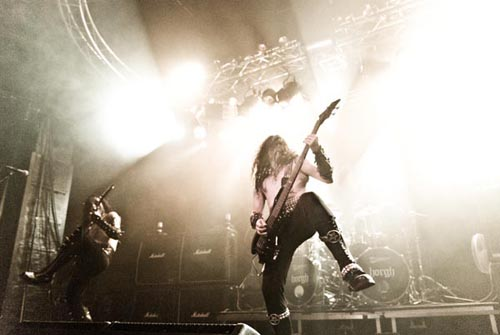
Immortal tijdens een liveoptreden op Hole In The Sky, Bergem Metal Fest 2007

Immortal is een blackmetalband uit Bergen, Noorwegen. Hun muziek wordt gekenmerkt door thema's als winter, duisternis, Blashyrkh en het Noorden. 

## Biografie
Immortal is in 1989 ontstaan uit twee deathmetalbands, namelijk Amputation, waarin Demonaz (echte naam Harald Naevdal) speelde, en Old Funeral, de band van Abbath (echte naam Olve Eikemo). Het was Euronymous, de gitarist van de band Mayhem, die de band ervan overtuigde black metal te gaan spelen. Ze werden bekend vanwege de fameuze "F.u.c.k. Christ"-tour met o.a. Rotting Christ en Blasphemy. 
Demonaz moest stoppen vanwege acute peesontsteking (tendinitis) in zijn hand na het maken van het het album Blizzard Beasts uit 1997. Sindsdien speelde Abbath zowel gitaar, basgitaar als keyboard, en deed hij de zang, met als resultaat het album At The Heart Of Winter. In 2000 tekende Immortal een platencontract bij het Duitse Nuclear Blast.

In 2003 besloot het drietal vanwege persoonlijke redenen een punt achter hun zeer geslaagde carrière te zetten:

"After 13 years and 7 albums, we've decided to stop working with Immortal due to personal reasons. A great thanks to all our fans for making Immortal superb through all this time." (Abbath, Demonaz, Horgh).

De echte reden, en Abbath geeft dit toe in een interview uit 2003, zou zijn dat Abbath geen nieuwe muziek meer kon schrijven voor Immortal. Hij wilde meer met zijn Motörhead-coverband Bömbers gaan werken, maar begin 2006 ging in een Duits metalblad het gerucht de ronde dat Abbath en Horgh de band opnieuw leven wilden inblazen. 
Immortal heeft op Wacken Open Air 2007 gespeeld als headliner , waarvan ook een live-dvd gemaakt werd. In een interview heeft Demonaz onlangs gezegd dat er een nieuw Immortal-album aan staat te komen Ook op de website van Immortal is het album aangekondigd. Demonaz schrijft voor dit album de lyrics. Demonaz is hiermee dus nog steeds min of meer lid van Immortal. Het nieuwe album, All shall fall, kwam in 2009 uit. Het werd het achtste studioalbum van Immortal. Immortal speelde in 2008 op het Noorse rock festival Trondheim Open Air 2008. Dit festival zullen ze met o.a. Judas Priest gaan headlinen. Ze stonden tevens op Graspop Metal Meeting 2008 en waren headliner van de Black Metal Friday tijdens het Incubate Festival 2013, samen met onder meer het Noorse Mayhem.

## Leven na Immortal en nevenprojecten
Drummer Reidar Horghagen (alias Horgh) speelt ook bij de deathmetalband Hypocrisy, Abbath maakt deel uit van de black metal supergroep I, waarvan het eerste album 'Between Two Worlds' in november 2006 uit kwam. I bestaat naast Abbath en twee andere leden, ook uit ex-Immortal drummer Armagedda. In 2015 richt Abbath de band Abbath op, waarbij het nummer "warriors" van de band I gecoverd wordt.
Iscariah (echte naam Stain Smorholm), de bassist op de albums Damned In Black en Sons Of Northern Darkness, heeft ondertussen de band Dead To This World opgericht, waarvan hij de bassist en de zanger is.

## Bezetting

### Anno 2006
Voor de live-shows werd de volgende bezetting gebruikt:
- Olve "Abbath Doom Occulta" Eikemo - gitaar en zang
- Ole Jørgen "Apollyon" Moe - basgitaar
- Reidar "Horgh" Horghagen - drums

### Bezetting anno 2016
- Harald "Demonaz Doom Occulta" Nævdal - gitaar, zang, teksten
- Reidar "Horgh" Horghagen - drums
- Ole Jørgen "Apollyon" Moe - basgitaar

### Bezetting anno 2019
Van de vaste bandleden zijn enkel nog Demonaz en Horgh overgebleven.

### Vroegere bandleden
- Olve "Abbath Doom Occulta" Eikemo - zang en gitaar
- Jörn I. Tonsberg - gitaar
- Iscariah - basgitaar
- Armagedda - drums
- Kolgrim - drums
- Grim - drums
- Jan Axel "Hellhammer" Blomberg - drums
- Ole Jørgen "Apollyon" Moe - basgitaar

## Discografie

### Studioalbums
- The Northern Upins Death (1990, demo)
- Promo 91/Suffocate (1991, demo)
- Immortal (1991)
- Diabolical Fullmoon Mysticism (1992)
- Pure Holocaust (1993)
- Battles In The North (1995)
- Blizzard Beasts (1997)
- At The Heart Of Winter (1999)
- Damned In Black (2000)
- Sons Of Northern Darkness (2002)
- All Shall Fall (2009)
- Northern Chaos Gods (2018)
- War Against All (2023)